# Trip.com
トリップドットコム（英: Trip.com）は、シンガポールに本拠を置くグローバルオンライン旅⾏サービスプロバイダー（OTA）で、スカイスキャナーの親会社でもあるトリップドットコム・グループが運営している。トリップドットコムは、航空券、ホテル、列車の切符の予約サービスを提供している。
2017年に同社がアメリカの旅行計画サービスであるTrip.com（旧名Gogobot）を買収し、グローバルの消費者層に向け、新しい旅行予約プラットフォームを立ち上げた。Webサイトをはじめ、AndroidとiOSで利用可能なモバイルアプリサービスも提供している。
現在のWebサイトでは、韓国語、英語、中国語（繁体字）、日本語、ロシア語、ドイツ語、フランス語、スペイン語、インドネシア語、マレーシア語、タイ語をはじめとする24カ国の言語サービスを提供しており、英語のページは、オーストラリア、シンガポール、香港の英語など各地域別にローカライズされたバージョンが提供されている。

## 沿革
2017年11月 – Trip.comのテスト運用開始。
2018年1月 - Trip.comを正式に運営開始。
2018年2月 - 韓国鉄道公社の乗車券予約サービスの提供開始。
2018年3月 - レンタカー予約サービスの提供開始。
2018年3月 - ドイツ鉄道の乗車券予約サービスの提供開始。
2018年5月 - 三井住友カードとの提携により「Trip.comグローバルカード」発行開始。
2018年11月 - 東京・田町にカスタマーサポートセンター開設。
2018年12月 - 日本ではあまり一般的でなかった「リクエスト予約（オンリクエスト）」方式（回答を待つ形式の予約で、即時に客室が確保されるものではない）について、一部報道をきっかけに、観光庁がより安心して予約を進められるよう消費者への案内を実施。その後、お客様にとってより分かりやすくスムーズな予約体験を提供するため、日本国内での「リクエスト予約」の取り扱いを終了。
2019年7月 - 空港送迎サービスを開始。
2021年9月 - エミレーツ航空とNDC導入契約を開始。
2022年6月 - 新機能の旅行に関するランキングコンテンツ「Trip.BEST」をサービスに搭載。
　　　　　  カーボンニュートラル・プログラムを始動。
2022年7月 - エールフランスKLMとNDC導入契約を開始。
2022年12月 - 都内の児童養護施設の子どもたちにクリスマスプレゼントや特別日帰りツアーを寄贈。
2023年2月 - AIトラベルアシスタント「TripGenie（トリップ・ジーニー）」をサービスに搭載。
2024年1月- 2024年1月1日に発生した石川県能登半島地震を受け、影響を受けた予約のキャンセルやサポート対応を実施。
2024年7月 - 福利厚生の一環として、育児補助金制度を導入。勤続3年以上の全従業員を対象に、子供が生まれた家族には、新生児一人あたり年間20万円の現金ボーナスを支給。
2024年10月 - 2024年度「グッドデザイン賞」受賞。
             　　　ロイヤリティプログラムが刷新。新ステージ「ダイアモンドプラス」を新設。
             　　　福岡空港での広告を展開。
                　　 13人組グループSEVENTEENの公演チケットを販売。
2024年11月 - PayPayと提携し、新たな決済方法を導入。
2025年2月 - 観光庁長官とTrip.com Group CEO Jane Sunが会談を実施。
2025年3月 - 関西国際空港にて３年間の広告展開を開始。
2025年3月28日に発生したミャンマーの地震を受け、影響を受けた予約のキャンセルやサポート対応を実施。
22025年5月 -「TripGenie」にリアルタイム翻訳機能を追加。
2025年6月 - ANA とNDCによる航空券販売市場を拡大。

## サービス内容[25]
Trip.comでは24言語の利用が可能。
航空券予約
航空券予約プラットフォームでは、格安航空券や正規割引運賃を探して比較・予約できる。国内ＬＣＣチケット、海外の格安飛行機チケットも予約できる。また、日系航空会社のANAやJALをはじめ、スターアライアンスもワンワールドも多数の航空会社と提携。日本にカスタマーサポートセンターを保有しており、日本人スタッフによるサポートあり。
ホテル予約
世界中の150万軒のホテルの中から格安ホテルの検索が可能。オンライン予約システム及び日本語カスタマーサービスでサポート。
列車予約
中国、イギリス、韓国、ドイツの鉄道予約が可能。中国鉄道の切符に関しては予約後、中国国内に配送するか、中国国内の鉄道駅または販売代理所で引き取ることになる。
レンタカー予約
世界6,000都市のレンタカー予約が可能。
カスタマーサポート
24時間365日 日本語対応のカスタマーサポート。アプリ内無料通話もあり、海外でのトラブル時も安心。
その他
「PointsPLUS」と呼ばれるポイントサービスを行っており、会員登録を行うと、Trip.comを通じたホテル予約により、航空会社のマイルまたはポイントを貯めることが可能。2019年4月、航空券予約やホテルのレビュー投稿によってもポイントの貯まる新たなポイントサービス「TripPLUS」を開始した。